# Sông Kabul

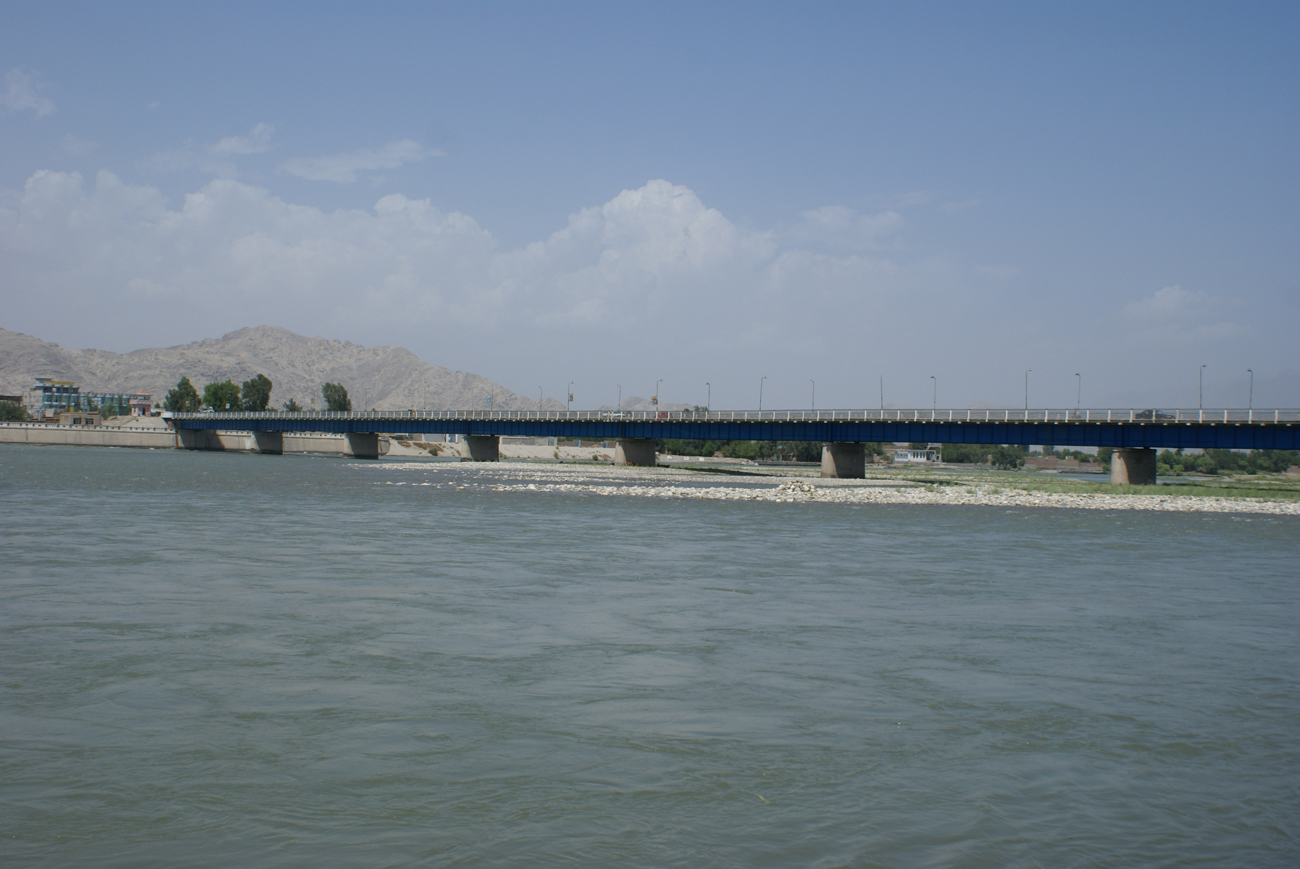
Cầu Behsood trên sông Kabul, Jalalabad

Sông Kabul (tiếng Ba Tư: دریای کابل; tiếng Pashtun: کابل سیند; tiếng Urdu: دریای کابل), văn bản cổ Cophes), là một sông dài 700 km bắt đầu từ dãy núi Sanglakh thuộc Hindu Kush tại Afghanistan và đổ vào sông Ấn (Indus) gần Attock, Pakistan. Đây là sông chính tại miền đông Afghanistan và tách biệt với lưu vực của sông Helmand bằng hành lang Unai. Sông chảy qua các thành phố Kabul, Chaharbagh và Jalalabad tại Afghanistan trước khi vào đất Pakistan cách khoảng 25 km về phía bắc của chốt biên giới Pakistan-Afghanistan tại Torkham. Các chi lưu chính của sông Kabul là Logar, Panjshir, Kunar, Alingar, Bara và Swat.
Sông Kabul là một dòng chảy nhỏ hầu hết trong năm, song lượng nước sẽ dâng lên vào mùa hè khi tuyết tan trên đỉnh dãy Hindu Kush. Chi lưu lớn nhất của sông là Kunar, bắt đầu với tên sông Mastuj, chảy từ sông băng Chiantar tại quận Chitral, Pakistan và sau đó chảy về phía nam tới Afghanistan và gặp sông Bashgal chảy từ tỉnh Nurestan. Kunar gặp Kabul gần Jalalabad. Mặc dù Kunar có nhiều nước lớn Kabul, song dòng hợp lưu vẫn mang tên Kabul, chủ yếu là vì tầm quan trọng về các mặt chính trị và lịch sử.
Sông Kabul bị ngăn bằng một vài đập như: Naghlu, Darunta và Surobi ở phía đông Kabul. Đập Warsak nằm tại Pakistan, xấp xỉ 20 km về tây bắc của Peshawar.